# Yuki Kawabe
Yuki Kawabe (川邊 裕紀 Kawabe Yuki?, nacido el 2 de abril de 1987 en Tokio) es un futbolista japonés que se desempeña como defensa.

## Trayectoria

### Clubes
| Club               | País  | Año         |
| ------------------ | ----- | ----------- |
| FC Machida Zelvia  | Japón | 2010 - 2011 |
| AC Nagano Parceiro | Japón | 2012 - 2014 |
| FC Ryukyu          | Japón | 2015        |
| Saurcos Fukui      | Japón | 2016 -      |

## Estadística de carrera

### J. League
| Club               | Año   | J. League | J. League | Copa J. League | Copa J. League | Total | Total |
| Club               | Año   | Part.     | Goles     | Part.          | Goles          | Part. | Goles |
| ------------------ | ----- | --------- | --------- | -------------- | -------------- | ----- | ----- |
| AC Nagano Parceiro | 2014  | 1         | 0         | -              | -              | 1     | 0     |
| FC Ryukyu          | 2015  | 29        | 1         | -              | -              | 29    | 1     |
| Total              | Total | 30        | 1         | 0              | 0              | 30    | 1     |